# Тосу (Якутия)
Тосу (якут.  ) — село в Вилюйском улусе Якутии России. Административный центр Халбакинского наслега. Население — 813 чел. (2021), большинство — якуты .

## География
Село расположено на западе региона, в восточной части Центрально-Якутской равнины, на восточном берегу озера Бергемде.
Географическое положение
Расстояние до улусного центра — города Вилюйск — 18 км. .
климат
В населённом пункте, как и во всем районе, климат резко континентальный, с продолжительным зимним и коротким летним периодами. Зимой погода ясная, с низкими температурами. Устойчивые холода зимой формируются под действием обширного антициклона, охватывающего северо-восточные и центральные улусы. Средняя месячная температура воздуха в январе находится в пределах от −28˚С до −40˚С..
климат
В населённом пункте, как и во всем районе, климат резко континентальный, с продолжительным зимним и коротким летним периодами. Максимальная амплитуда средних температур самого холодного месяца — января и самого теплого — июля составляет 80-97°С. Суммарная продолжительность периода со снежным покровом 6-7 месяцев в год. Среднегодовая температура составляет 11,1°С.

## История
Согласно Закону Республики Саха (Якутия) от 30 ноября 2004 года N 173-З N 353-III село возглавило образованное муниципальное образование Халбакинский наслег.

## Население
| 2002 | 2010 | 2021 |
| ---- | ---- | ---- |
| 731  | ↘665 | ↗813 |

Национальный состав
Согласно результатам переписи 2002 года, в национальной структуре населения якуты составляли 97 % от общей численности населения в 731 чел..

## Инфраструктура
Животноводство (мясо-молочное скотоводство, мясное табунное коневодство) и овощеводство (в том числе картофелеводство)
Действует Дом культуры, средняя общеобразовательная школа, учреждения здравоохранения и торговли.
Водоснабжение осуществляется из озера, очистных сооружений нет.

## Транспорт
Автодорога федерального значения «Эдьигээн».